# Якобсон, Эдуард Магнус
Эдуа́рд Ма́гнус Я́кобсон (швед. Eduard Magnus Jakobson; 5 февраля 1847, Торма — 2 июля 1903, Таллин) — эстонский художник и ксилограф, баптистский проповедник. Младший брат эстонского писателя, публициста и просветителя Карла Роберта Якобсона.

## Жизнь и творчество

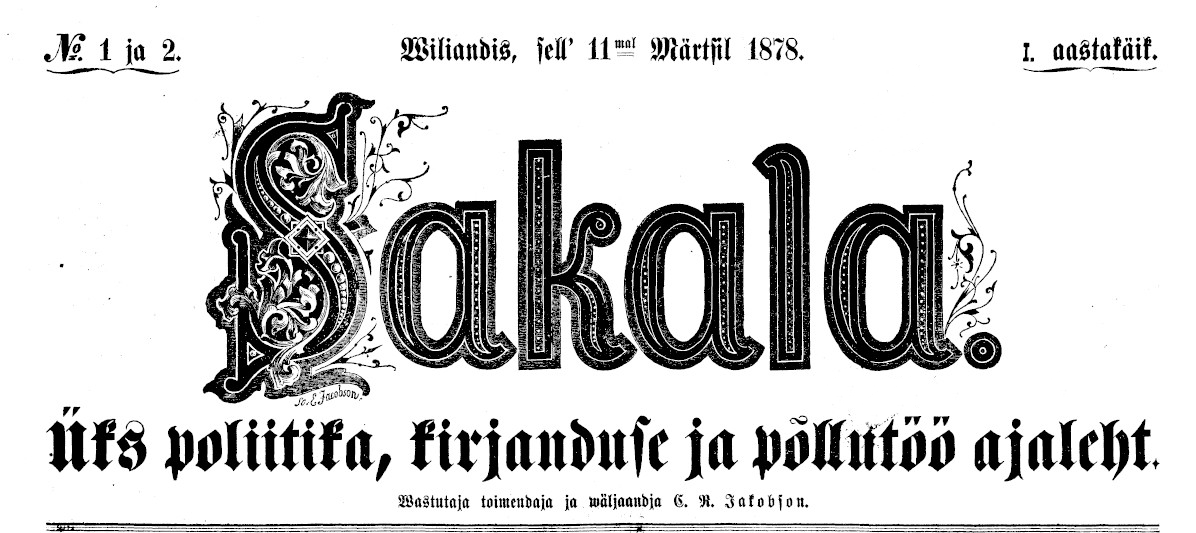
Заглавие газеты Сакала работы Э. М. Якобсона

Э. М. Якобсон родился в семье среднего достатка, его отец был преподавателем музыки. Рано осиротел. В 1862 году семья переезжает в Кингисепп. Начиная с 1864 года Эдуард изучает в Санкт-Петербурге гравюру по дереву (ксилографию) в мастерской Августа Даугеля (1830—1899). Первые работы Э. Якобсона появились в 1866 году в газете «Эстонский почтальон» (Eesti Postimees). В 1867 году он начинает делать книжные иллюстрации; Э. М. Якобсон был одним из первых национальных иллюстраторов Прибалтики — в особенности в области народной м учебной литературы. Был автором многочисленные иллюстраций, в том числе заглавия, в газете «Сакала», где с 1878 работал главным редактором его старший брат К.Р. Якобсон.
В 1884 году художник переезжает в Ригу, где открывает в 1888 году свою мастерскую графики. По различным оценкам, Э. М. Якобсон создал от 2.500 до 5.000 гравюр по дереву. В газете Сакала, который издавал его брат
Э. Якобсон был одним из первых баптистских миссионеров Эстонии. Будучи рождённым в лютеранской религии, начиная с 1867 года он, под влиянием своего учителя Даугеля, принимает баптизм и пропагандирует его в своих многочисленных статьях и стихотворениях. В 1869 году Э. Якобсон принимает крещение в баптистской общине Санкт-Петербурга. В 1881—1884 годах работает в Библейском обществе. С 1895 года и до самой смерти был баптистским проповедником в Таллине и в Пярну.

## Книжное иллюстрирование (избранное)
- A-B-D-raamat: Eesti ja Vene keele Esimiseks lugema õppimiseks lastele
- Carl Robert Jakobson: Uus Aabitsa-raamat
- Carl Robert Jakobson: Kooli Lugemise raamatu
- Carl Robert Jakobson: Teadus ja seadus põllul
- Johan Reinhold Aspelin: Muinaisjäännöksiä Suomen suvun asumus-aloilta
- Heinrich Laakmann/Eduard Magnus Jakobson: Laste Sõber
- Heinrich Laakmann/Eduard Magnus Jakobson: Siioni sõnumetooja leht

## Галерея
- Образцы графических работ Э. М. Якобсона